# Predrag Mijatović
Predrag Mijatović (Predrag Mijatovics, Предраг Мијатовић) (Titograd, 1969. január 19. –) montenegrói labdarúgó.

## Pályafutása
A 90-es évek egyik legjobb szerb csatára pályafutása alatt előbb hazájában, az akkori Jugoszláviában játszott a  Budućnost Podgoricában (akkor  Budućnost Titograd), majd a Partizan Belgrádban. 1993-ban Spanyolországba szerződött, itt a Valencia CF, és a Real Madrid sorait erősítette. Ezek az évek tekinthetők pályafutása legkiemelkedőbbjeinek, de a számára balul sikerült 1998-as világbajnokság után karrierje hanyatlásnak indult, a vb után egy évvel menesztették a 30 éves játékost a Realtól. 1999 és 2002 között Olaszországban, a Fiorentina csapatában szerepelt, ahol csatártársai Gabriel Batistuta, és Enrico Chiesa voltak. Pályafutása utolsó éveiben visszatért Spanyolországba, a Levante csapatához igazolt, de egy mérkőzésen sem lépett pályára. 2004-ben vonult vissza az aktív labdarúgástól. Klubjaiban bajnoki és kupamérkőzéseket is összeszámolva 399 mérkőzésen lépett pályára, és ezeken 140 gólt szerzett. Mind közül legemlékezetesebb az 1998-as Bajnokok Ligája döntőn elért találata: a Juventus elleni finálé egyetlen gólját szerezte, ezzel gyakorlatilag ő nyerte meg újra a kupát 32 év szünet után a Real Madridnak.
73-szor volt tagja a jugoszláv válogatottnak, mellyel részt vett az 1998-as vb-n és a 2000-es Eb-n.
A 98-as BL-döntő mellett még két kiemelkedően emlékezetes sikere volt: az 1995/96-os idényben 28 gólt szerzett a Valencia színeiben, ezzel elősegítve a Realhoz szerződését; az 1998-as vb előtti pótselejtezőn a magyar válogatott ellen két mérkőzésen hét gólt szerzett (Budapesten négyet, Belgrádban hármat). A világbajnokságon azonban mélyen a várakozások alatt teljesített, mindössze egy gólt szerzett (azt is csak szerencsével, a Németország elleni mérkőzésen úgy tűnt, hogy Dejan Stankovic szerezte a gólt, később videós elemzés után ítélték Mijatović-nak a találatot). A Hollandia elleni negyeddöntőn tizenegyest hibázott , mely csapata búcsúját jelentette.
1999-ben többször felemelte szavát a hazáját sújtó NATO-bombázások ellen. Ennek egyik megnyilvánulásaként áprilisban nem volt hajlandó pályára lépni az Alavés elleni bajnokin, amiért klubja (ekkor még a Real játékosa volt) 5 millió pesetára büntette meg.
Mijatović jelenleg is Spanyolországban él, korábban a Valencia játékosügynöke volt, 2006. július 2. óta a Real Madrid sportigazgatója.

## Külső hivatkozások
- Predrag Mijatović profilja és statisztikái a footballdatabase.com-on
- Predrag Mijatović Archiválva 2009. szeptember 14-i dátummal a Wayback Machine-ben a Szerb labdarúgó-szövetség honlapján
- Interjú Elena Rakočevićcsel, Mijatović's exfeleségével
- youtube.com video: Gólja az 1998-as BL-döntőben